# Kakinada
Kakinada (o Coconada o Cocanada nella vecchia grafia; telugu కాకినాడ, ISO 15919 Kākināda) è una suddivisione dell'India, classificata come municipality, di 289.920 abitanti, capoluogo del distretto del Godavari Orientale, nello stato federato dell'Andhra Pradesh. In base al numero di abitanti la città rientra nella classe I (da 100.000 persone in su).

## Geografia fisica
La città è situata a 16° 55' 60 N e 82° 13' 0 E e ha un'altitudine di 1 m s.l.m..

## Società

### Evoluzione demografica
Al censimento del 2001 la popolazione di Kakinada assommava a 289.920 persone, delle quali 143.905 maschi e 146.015 femmine. I bambini di età inferiore o uguale ai sei anni assommavano a 31.712, dei quali 15.769 maschi e 15.943 femmine. Infine, coloro che erano in grado di saper almeno leggere e scrivere erano 192.265, dei quali 102.757 maschi e 89.508 femmine.